# Archaeoceratopsider
Archaeoceratopsidae inrättar en familj av primitiva ceratopsier från äldre krita i Kina. Dong Zhiming och Yoichi Azuma skapade och namngav familjen år 1997.
Denna grupp av små dinosaurier hade drag som liknade psittacosauriernas och leptoceratopsiernas. De hade en liten krage i nacken och knappt några horn alls, och dessa fanns på sidan av huvudet eller i form av knölar på nosen. Vissa av dem saknade till och med utväxter i ansiktet. Familjen består av släkten som Archaeoceratops (som givit gruppen dess namn) och Liaoceratops. De gick troligen mer på bakbenen än på alla fyra, och de hade alla den karaktäristiska papegojnäbben.